# Mindanao-Gleithörnchen
Das Mindanao-Gleithörnchen (Petinomys mindanensis) ist ein Gleithörnchen aus der Gattung der Zwerggleithörnchen (Petinomys). Es kommt auf der indonesischen Inselgruppe Mindanao vor.

## Merkmale
Das Mindanao-Gleithörnchen erreicht eine Kopf-Rumpf-Länge von etwa 29 bis 34 Zentimetern sowie eine Schwanzlänge von etwa 29 bis 38 Zentimetern. Es ist damit etwa so groß wie das ähnliche Palawan-Gleithörnchen (Hylopetes nigripes) sowie etwas größer als das sympatrisch lebende Mindanao-Gleithörnchen (Petinomys crinitus), innerhalb der Gattung gehört es mit dem Travancore-Gleithörnchen (Petinomys fuscocapillus) zu den größten Arten. Die Rücken- und Kopffärbung ist grau bis braun, die Bauchseite ist heller. Der Schwanz ist braun und im Gegensatz zu dem von Petinomys crinitus rund im Querschnitt.
Wie alle Zwerggleithörnchen hat es eine behaarte Gleithaut, die Hand- und Fußgelenke miteinander verbindet und durch eine Hautfalte zwischen den Hinterbeinen und dem Schwanzansatz vergrößert wird. Die Gleithaut ist muskulös und am Rand verstärkt, sie kann entsprechend angespannt und erschlafft werden, um die Richtung des Gleitflugs zu kontrollieren.

## Verbreitung

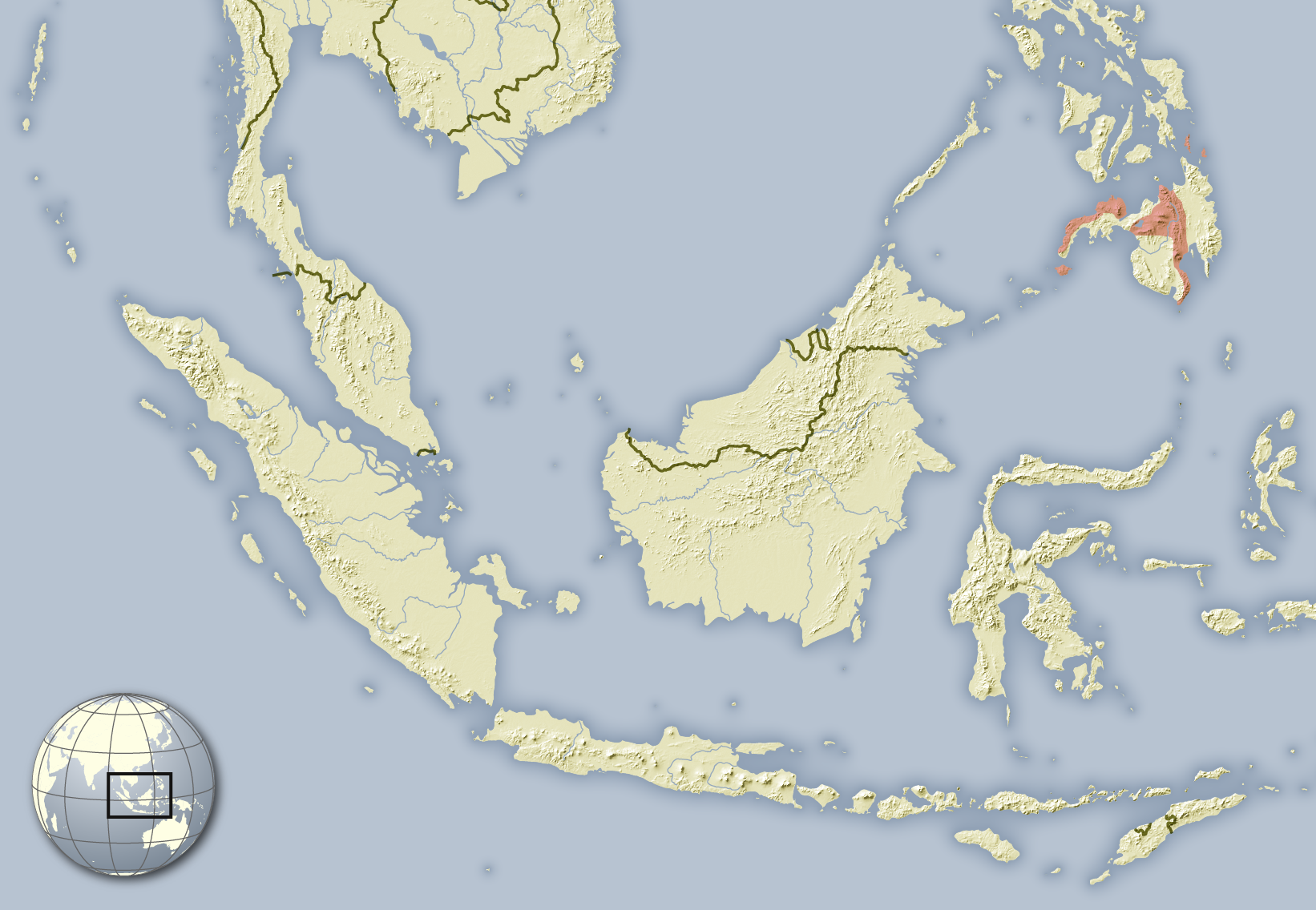
Verbreitung des Mindanao-Gleithörnchens

Das Mindanao-Gleithörnchen kommt auf der philippinischen Inselgruppe Mindanao und dort auf den Inseln Mindanao, Dinagat und Siargao vor.

## Lebensweise
Das Mindanao-Gleithörnchen kommt in Waldgebieten in Höhen von 500 bis 1600 Metern vor, wobei Wälder der mittleren Lagen bevorzugt werden.
Über die Lebensweise des Mindanao-Gleithörnchens liegen nur wenige Daten und Beobachtungen vor. Es entspricht in seiner Lebensweise wahrscheinlich anderen Gleithörnchen; es ist somit wahrscheinlich baumlebend oder teilweise bodenlebend, weitestgehend nachtaktiv und ernährt sich von Pflanzen.

## Systematik
Das Mindanao-Gleithörnchen wird als eigenständige Art innerhalb der Gattung der Zwerggleithörnchen (Petinomys) eingeordnet, die insgesamt neun Arten enthält. Die wissenschaftliche Erstbeschreibung stammt von Dioscoro S. Rabor aus dem Jahr 1939 als Hylopetes mindanensis anhand eines Individuums aus der Region um Gingoog in der philippinischen Provinz Misamis Oriental an der Nordküste der Insel Mindanao. Der Holotyp wurde während des Zweiten Weltkriegs zerstört, ein Paratyp befindet sich im National Museum of Natural History in Washington, D.C.
Innerhalb der Art werden keine Unterarten unterschieden.

## Bestand, Gefährdung und Schutz
Das Mindanao-Gleithörnchen wird von der International Union for Conservation of Nature and Natural Resources (IUCN) aufgrund seines häufigen Vorkommens und der stabilen Bestände in den wenig bedrohten Wäldern der mittleren Höhenlagen als nicht bedroht („least concern“) gelistet. Die Bestände werden als stabil eingeschätzt, es werden auch keine potenziellen Gefährdungsursachen durch Holzeinschlag und die Umwandlung zu landwirtschaftlichen Flächen angenommen.

## Belege
1. 1 2 3 4 5 6  Richard W. Thorington Jr., John L. Koprowski, Michael A. Steele: Squirrels of the World. Johns Hopkins University Press, Baltimore MD 2012; S. 125. ISBN 978-1-4214-0469-1
2. 1 2 3 4  Petinomys mindanensis in der Roten Liste gefährdeter Arten der IUCN 2014.1. Eingestellt von: F. Chiozza, 2008. Abgerufen am 21. Juni 2014.
3. 1 2 3 4  Don E. Wilson & DeeAnn M. Reeder (Hrsg.): Petinomys mindanensis in Mammal Species of the World. A Taxonomic and Geographic Reference (3rd ed).